# USB Disk Security
USB Disk Security (также USBGuard) — антивирусная утилита для операционных систем Microsoft Windows. Разработка компании Zbshareware Lab, распространяется по лицензии Freeware (ранее Shareware). Предназначена для обнаружения и удаления компьютерных вирусов, пытающихся заразить компьютер через флеш-накопители, в частности защищает от потенциально опасных файлов Autorun.inf. Программа не является полноценным антивирусом, её рекомендуется использовать только как дополнение к основному антивирусу.

## Возможности программы
- Резидентный антивирусный сканер, который срабатывает при подключении нового флеш-накопителя к системе. По умолчанию вирусы удаляются автоматически.
- Возможность более тщательно просканировать внешний накопитель. В случае обнаружения вирусов они либо перемещаются в карантин, либо удаляются.
- Возможность просмотреть содержимое накопителя без риска заразить компьютер.
- Возможность полностью отключить автозапуск на компьютере.
- Возможность безопасного веб-сёрфинга через поисковый сервис linkzb.com.
- Проверка сайтов на наличие вирусов. Для проверки используются сервисы VirusTotal, Google, McAfee, Symantec и Trend Micro.
- Инструмент USB Access Control, блокировка несанкционированного копирования данных на USB-диски.
- Инструмент USB Drive Control, предотвращение несанкционированного подключения USB-дисков к компьютеру.
- Наличие защиты настроек программы паролем.
- Имеется встроенная система очистки временных файлов, что также позволит удалить вирусы, если они окажутся во временных каталогах.
- Имеется встроенная система восстановления важных веток в реестре, которые были изменены вредоносными программами.
- Возможность управления программами, записанными в автозапуск.
- Программа не требует обновления сигнатурных баз вирусов, поскольку работает не как стандартный антивирус.
- Автоматическая проверка обновлений программы.
- Программа совместима практически со всеми современными антивирусами.
- Потребляет очень мало ресурсов, благодаря чему её можно установить даже на очень слабые машины.
- Многоязычный интерфейс, поддержка 13 языков.

## Лицензия
Раньше программа являлась условно-бесплатной, стоимость полной лицензии составляла 55 долларов. После оплаты пользователю присылался регистрационный ключ, имеющий неограниченный срок действия. Все последующие обновления также были бесплатны. Незарегистрированная версия имела ограничение - в случае обнаружения вируса она его не удаляла.
Начиная с версии 6.3.0 у разработчиков появился спонсор, благодаря которому программа стала бесплатной.

## Критика
В большинстве случаев программа получает положительные отзывы, однако иногда подвергают критике. Чаще всего из-за рекламной акции разработчиков, утверждающей, что их программа способна обеспечить 100% защиту от угроз с внешних накопителей, однако это вовсе не так. В связи с этим критике подвергалась и слишком завышенная цена программного продукта (на тот момент, когда он был платным). Имеется множество сообщений о ложных срабатываниях, в результате которых программа удаляла вполне безобидные файлы. Некоторые пользователи утверждают, что подобного рода программы не нужны и вовсе, потому как автозапуск приложений на компьютере можно отключить вручную.
Начиная с версии 6.4.0.1 дальнейшие версии обновления автоматически блокируются программным обеспечением компании ESET воспринимая его как нежелательное ПО типа Adware..

## Дополнительный факт
- Ярлык пятой версии программы очень сильно напоминал ярлык Антивируса Касперского. Начиная с шестой его заменил красно-белый щит.